# Lise Roy
Pour les articles homonymes, voir Roy et Lise Roy (homonymie).
Lise Roy, née au Québec en 1953, est une actrice canadienne. Elle partage son temps entre le théâtre, la télévision, le cinéma et l'enseignement.

## Carrière
Lise Roy a étudié au Conservatoire d'art dramatique de Montréal jusqu'en 1975 et fréquenté les Ateliers Warren Robertson. Elle détient une maîtrise en art dramatique de l'École de théâtre de l'UQAM.
Au théâtre, elle a joué dans Le bruit des os qui craquent, Marie Stuart, My Fair Lady, Top Girls, Apasionada / La Casa Azul, La géométrie des miracles, La route de la Mecque, Six personnages en quête d’auteur, Le royaume des animaux, La meute et Golgotha picnic.
Elle a participé à plusieurs séries télévisées populaires, dont La vie, la vie, Un homme mort, Les invincibles, Vice caché, Grande Ourse, Nouvelle adresse, Victor Lessard et Les invisibles. Au cinéma, elle est apparue dans les films Le secret de ma mère, Les Invasions barbares, Sur le seuil, Nous n’irons plus au bois, Ma fille mon ange, Peau blanche, L'Âge des ténèbres, À l'origine d'un cri et Tom à la ferme.
Elle a reçu divers prix, notamment le prix Gemini de la meilleure actrice dans un second rôle pour The Boys of St. Vincent et au Vancouver Film Critics Circle Awards dans la catégorie meilleure actrice dans un second rôle dans un film canadien pour Tom à la ferme.
L’enseignement occupe une place importante dans son parcours professionnel et après avoir complété une maîtrise en recherche création, elle occupe maintenant un poste de professeur d’interprétation à l’École supérieure de théâtre de l’Université du Québec à Montréal (UQAM).

## Théâtre
- 1985 : Camille C. : Camille Claudel / Geneviève Notebaert / Théâtre d'aujourd'hui
- 1986 : Ligne blanche, ligne birsée : Hélène / Françoise Pillet / (France)
- 1988 : À propos de la demoiselle qui pleurait : Mme Gosselin / René Richard Cyr / Centre National des Arts
- 1989 : Le vrai monde ? : Madeleine II / Andre Brassard / Théâtre populaire du Québec
- 1992 : La terre est trop courte Violette Leduc : Simone de Beauvoir / Martin Faucher / Théâtre d'aujourd'hui
- 1992 : Six personnages en quête d'auteur : La première actrice / Andre Brassard / TNM
- 1998 : Le jeu des oiseaux : Ariane / Lise Roy / Espace Libre
- 2001 : Géométrie des miracles : Olgivanna Wright / Robert Lepage / Usine C
- 2004 : Apasionada / La casa Azul : Pelona et autres rôles / Robert Lepage / Ex Machina
- 2006 : My Fair Lady : Mrs Higgins / Denise Filiatrault / Théâtre Rideau Vert
- 2006 : Ubu roi : Rosemonde / le chœur / Normand Chouinard / TNM
- 2007 : Marie Stuart : Elizabeth / Alexandre Marine / Théâtre Rideau Vert
- 2008 : Le fou de Dieu : Mère, Hélène Wolfe, La ministre / Marc Béland / Théâtre Il va sans dire
- 2009 : Le bruit des os qui craquent : Angelina / Gervais Gaudreault / Le Carrousel
- 2010 : Tom à la ferme : La mère Agathe / Claude Poissant / Théâtre d'aujourd'hui
- 2012 : Les Bonnes : Solange / Marc Béland / Théâtre Rideau Vert
- 2013 : Le Dindon : Clothilde de Pourcenac / Denise Filiatrault / Théâtre Rideau Vert
- 2013 : The Visitor : Anna Freud / Daniel Roussel / Centaur Théâtre
- 2013 : Top Girls : Griselda / Martine Beaulne / Espace Go
- 2013 : Atour de Phèdre : Oenone / Jean-Pierre Ronfard / Nouveau Théâtre Expérimental
- 2013 : La route de la Mecque : Elsa / Claude Poissant / Le Café de la Place
- 2013 : Jeanne d'Arc au bûcher : Jean d'Arc / Roland Laroche / Conservatoire d'Art Dramatique de Montréal
- 2014 : Les têtes baissées : Pauline / Louis-Karl Tremblay / Théâtre Prospero
- 2014 : Auditions, ou me myself and I : Kiki / Angela Konrad / Théâtre de Quat'sous
- 2015 : Le partage des eaux : Plusieurs rôles / Usine C
- 2016 : Le royaume des animaux : Interprète / Angela Konrad / Théâtre de Quat'sous
- 2018 : Golgotha picnic : Lise / Angela Konrad / Usine C
- 2018 : Les robots font-ils l'amour : Kiki Daveluy / Usine C
- 2018 à 2019 : La meute : Louise / Marc Beaupré / Théâtre de la Manufacture

## Filmographie

### Cinéma
- 1989 : Sauf votre respect (Try This One for Size) de Guy Hamilton
- 1992 : Nous n'irons plus au bois  : mère
- 1993 : The Boys of St. Vincent: 15 Years Later : Chantal
- 1996 : L'Homme perché de Stefan Pleszczynski : Estelle Deschamps
- 2000 : The Dancer : institutrice
- 2000 : The Courage to Love : mère supérieure
- 2002 : Secret de banlieue de Louis Choquette : agent de police
- 2003 : Les Invasions barbares de Denys Arcand : Mme Joncas-Pelletier
- 2003 : Sur le seuil de Éric Tessier: la reporter
- 2004 : La Peau blanche de Daniel Roby : Diane Lefrançois
- 2006 : Le secret de ma mère de Ghyslaine Côté : Donna
- 2006 : Délivrez-moi de Denis Chouinard : la Juge
- 2006 : Dans les villes de Catherine Martin : femme du duplex
- 2007 : Ma fille, mon ange de Alexis Durand-Brault : la ministre
- 2007 : L'Âge des ténèbres de Denys Arcand : la voisine alcoolique
- 2008 : Cruising Bar II : psychologue
- 2010 : À l'origine d'un cri de Robin Aubert : Loulou
- 2012 : L'affaire Dumont de Daniel 'Podz' Grou : juge au procès
- 2013 : Tom à la ferme de Xavier Dolan : Agathe
- 2016 : King Dave de Daniel 'Podz' Grou : vieille écolo
- 2017 : C'est le cœur qui meurt en dernier : la secrétaire
- 2019 : La Grande Noirceur de Maxime Giroux : la mère de Philippe
- 2024 : Lucy Grizzli Sophie d'Anne Émond : Louise[1]

### Télévision
- 1992 : The Boys of St. Vincent (TV) : Chantal Lavin
- 1995 : Le sorcier (TV) : Tenancière
- 1996 : Moi et l'autre : Élise
- 1997 : Paparazzi (série télévisée) : Mme Drapeau
- 1997 : Le Volcan tranquille (TV) : Solange St-Janvier
- 2000 : 2 frères (série télévisée) : Sylvie Cardinal
- 2000 : Children of My Heart (TV) : Miss Lafleur
- 2000 : The Courage to Love (TV) : la mère supérieure
- 2000 : Audrey Hepburn, une vie (The Audrey Hepburn Story) (Téléfilm) : Sister Luc
- 2001 : La Vie, la vie (série télévisée) : la rédactrice en chef
- 2001 : Fred-dy (série télévisée) : Camille O'Sullivan
- 2001 : Fortier (série télévisée) : Josée Archambault
- 2005 : Vice caché (série télévisée) : Lorraine Champagne
- 2005 : L'Héritière de Grande Ourse (série télévisée) : Sœur Lise
- 2005 : Casting (série télévisée) : Madame Resnick
- 2005 : Les Invincibles (série télévisée) : Mme Boisvert
- 2005 : Un homme mort (série télévisée) : Lou Vincent
- 2006 : Pure Laine (série télévisée) : Directrice
- 2007 : Destinées (série télévisée) : Denise Deslauriers
- 2010 : Mirador (série télévisée) : Sylvianne Roberge (1 épisode)
- 2010 : La Galère (série télévisée) : Mme De Foy
- 2013 : Toute la vérité (série télévisée) : Juge Gervais
- 2013 : Trauma (série télévisée) : le juge (4 épisodes)
- 2014 : Les Jeunes Loups (série télévisée) : (1 épisode)
- 2014 : La théorie du K.O (série télévisée) : Médecin Brigitte
- 2014-2015 : Nouvelle Adresse (série télévisée) : Laura Laure
- 2016 : Au secours de Béatrice IV (série télévisée) : Lysanne
- 2017 : Victor Lessard (série télévisée) : Judith Harper
- 2018 : Terreur 404 - Le cinquième passager (Web) : Murielle
- 2019 : Les Invisibles (série télévisée) : Estelle Gallant
- 2022 : Une affaire criminelle (série télévisée) : Rose Inglis

## Distinctions

### Récompenses
- Prix Gemini 1992 : meilleure actrice dans un second rôle pour The Boys of St-Vincent
- Vancouver Film Critics Circle Awards 2014 : Meilleure actrice dans un second rôle dans un film canadien pour Tom à la ferme

### Nominations
- 2015 : Nomination pour le Jutra de la meilleure actrice dans Tom à la ferme.
- Prix Gemini 2001 : meilleure actrice dans un second rôle pour Children of my Heart